# 愛達荷州愛達荷福爾斯聖殿
愛達荷州愛達荷福爾斯聖殿（Idaho Falls Idaho Temple）是耶穌基督後期聖徒教會的第十座聖殿，位於愛達荷州城市愛達荷福爾斯，也是首座建築為現代單尖頂風格的耶穌基督後期聖徒教會聖殿。。2015年3月16日開始，聖殿關閉18個月以進行翻新。

## 聖殿位置
閃閃發光的白色愛達荷州愛達荷福爾斯聖殿落在斯内克河河畔，就在這座城市被命名為層疊的水面之上，是這座城市的核心。在聖殿的東邊，是一個華麗的瀑佈景觀和公眾遊客中心，那裡設有電影，展覽，多媒體演示，以及震撼人心的托瓦爾森《復活的耶穌像》雕像的複製品。在教會擁有醫院的舊址上，聖殿以南的土地上有一個股份中心和停車場。像該教會其他的聖殿一樣，因爲耶穌基督後期聖徒教會的成員認聖殿為神聖的，客人需要得到聖殿推薦書才能進入。

## 聖殿歷史
1937年3月3日教會領袖宣布了建造愛達荷福爾斯聖殿的意圖，當時是愛達荷州的第一座聖殿。該聖殿是由聖殿建築師的教堂委員會設計的。聖殿的設計靈感來自建築師約翰·費策（John Fetzer，Sr.）在禱告祈求神的指導中的古代尼腓人聖殿的景象。在1940年10月19日在教會當時的總會會長大衛·奧·麥基（David O. McKay)的主持下大衛·斯密長老（David Smith）進行的愛達荷州愛達荷福爾斯聖殿奠基儀式。聖殿的外部於1941年9月完成，內部預計於次年完成。然而，由於第二次世界大戰的短缺，這使聖殿的建造又推遲了四年。 儘管有所延誤，當時新任的教會總會會長喬治·斯密（George Albert Smith）於戰爭結束後僅一個月，即1945年9月23日，奉獻了愛達荷福爾斯聖殿。該聖殿建在佔地7英畝（2.8公頃）的土地上，設有四個教儀室和九個印證室，總建築面積為10800平方公尺。
1983年9月，一架直升機被用來在一個先前沒有雕像的愛達荷福爾斯聖殿的尖頂上安裝一個天使摩羅乃雕像。愛達荷福爾斯聖殿尖塔上的天使摩羅乃雕像是拉瓦爾·沃爾格倫（LaVar Wallgren）鑄造的雕像，由托里夫·克納弗斯（Torlief Knaphus）為華盛頓特區聖殿創建，是塞勒斯·達林（Cyrus E. Dallin）雕像在鹽湖城聖殿上的複製品。（此雕像的其他鑄件聳立在麻薩諸塞波士頓聖殿頂上，以前曾是喬治亞亞特蘭大聖殿頂上。）
2011年10月，對愛達荷福爾斯聖殿的美化環境進行了徹底的翻修，其中包括用美麗的瀑布特徵替換聖殿東側的花壇，並在每個像限的四個像限中安裝了四個集會廣場。場地，改建洗禮堂的走道，以及在聖殿南側建立新娘庭院。愛達荷福爾斯美化委員會授予該項目2012年非住宅類最高獎項。
愛達荷福爾斯聖殿在經過兩年的整修後，於2017年6月4日由教會總會會長團第二諮理亨利·艾寧會長重新奉獻，使這座歷史悠久的聖殿達到了標準，並刷新了內部裝飾。結構牆得到了加固，所有機械和電氣系統都得到了升級。為新娘和新郎創建了一個單獨的出口，並為婚禮聚會增加了一個大型等候室，從而縮小了以前的辦公空間。在禮堂裡，原始壁畫得以恢復，座位數從140個減少到88個，以增加房間空間並改善聖殿從房間到房間的進程。整個聖殿中的飾面和家具以黃綠色，紫色和金色的色調進行了替換。
像教會的所有其他聖殿一樣，在2020年，因冠狀病毒大流行而關門了愛達荷州愛達荷福爾斯聖殿。

## 外部連結
- Official Idaho Falls Idaho Temple page （页面存档备份，存于）